# 원시 (전한)
원시(元始)는 중국 전한(前漢) 평제(平帝)의 연호이다. 1년에서 5년까지 5년 동안 사용하였다.

## 연대대조표
| 원시                | 원년       | 2년        | 3년        | 4년        | 5년        |
| 서력                | 1년        | 2년        | 3년        | 4년        | 5년        |
| 육십간지 (六十干支) | 신유(辛酉) | 임술(壬戌) | 계해(癸亥) | 갑자(甲子) | 을축(乙丑) |

## 같이 보기
- 중국의 연호

| 이전 연호 원수(元壽) | 중국의 연호 전한(前漢) | 다음 연호 거섭(居攝) |